# Tereza Skoumalová
Tereza Skoumalová (* 15. září 1990 Ostrava) je česká modelka a Česká Miss World pro rok 2014.

## Osobní život
Pochází z Ostravy, kde navštěvovala základní školu. V letech 2006–2010 studovala na Střední zahradnické škole v ostravských Hulvákách obor Zahradnictví. Poté studovala bakalářský obor Zahradnictví na Fakultě agrobiologie, potravinových a přírodních zdrojů České zemědělské univerzity a v roce 2013 absolvovala studium a získala titul Bc. Nyní[kdy?] pokračuje ve studiu v navazujícím magisterském studiu oboru Produkční zahradnictví.[zdroj?]
Žije a studuje v Praze.[zdroj?]

## Úspěchy
Soutěže krásy
- International Top Model casting 2011
- Supermiss 2011 – finalistka[1]
- Look Bella 2012 – v semifinále Look Bella hotelu Maximus, ve finále 2. místo
- Miss Billiard ČR 2012 – II. vicemiss[2]
- Česká Miss 2014 – Česká Miss World

Ostatní
V roce 2012 si zahrála ve videoklipu charitativného projektu Číslo na boha Zdeňka Podhůrského a UNDERHILLU.
Jako modelka se zúčastnila dvou ročníku veletrhu Styl-Kabo, přehlídky i natáčení se zahraniční produkcí. 